# Wereldkampioenschappen judo 2009
De wereldkampioenschappen judo 2009 was de 26ste editie van de wereldkampioenschappen judo, en werd gehouden in Rotterdam, Nederland van 26 tot en met 30 augustus 2009. Er stonden veertien onderdelen op het programma: zeven voor mannen en zeven voor vrouwen.
Bondscoach Maarten Arens nam Aziz Mesaoudi op in de Nederlandse mannenselectie voor de WK judo in Rotterdam. Hij verving in de klasse onder 66 kilogram Bryan van Dijk, die last had van een schouderblessure. Mesaoudi was een van de vijf debutanten in de Nederlandse selectie. Marvin de la Croes nam in de klasse onder 90 kilogram de plaats in van Mark Huizinga, die net als zwaargewicht Dennis van der Geest afscheid van de judosport had genomen. Grim Vuijsters vertegenwoordigde Nederland in de zwaarste gewichtsklasse.
Bij de vrouwen debuteerden lichtgewicht Birgit Ente en Kitty Bravik in de klasse tot 52 kilo. De Nederlandse ploeg telde drie voormalig wereldkampioenen. Guillaume Elmont en Edith Bosch wonnen in 2005 het WK in Caïro. Ruben Houkes was titelhouder na zijn toernooizege in Rio de Janeiro (2007).

## Programma
Elke wedstrijddag begon om 9:30 lokale tijd, de wedstrijden om de medailles begonnen telkens vanaf 14:00.
| Woensdag 26/08/2009                                                            | Donderdag 27/08/2009                                                            | Vrijdag 28/08/2009                                   | Zaterdag 29/08/2009                                                             | Zondag 30/08/2009                                                                    |
| ------------------------------------------------------------------------------ | ------------------------------------------------------------------------------- | ---------------------------------------------------- | ------------------------------------------------------------------------------- | ------------------------------------------------------------------------------------ |
| Vrouwen - klasse tot 48 kg Mannen - klasse tot 60 kg Mannen - klasse tot 66 kg | Vrouwen - klasse tot 52 kg Vrouwen - klasse tot 57 kg Mannen - klasse tot 73 kg | Vrouwen - klasse tot 63 kg Mannen - klasse tot 81 kg | Vrouwen - klasse tot 70 kg Vrouwen - klasse tot 78 kg Mannen - klasse tot 90 kg | Vrouwen - klasse boven 78 kg Mannen - klasse tot 100 kg Mannen - klasse boven 100 kg |

## Prestaties België en Nederland
| Gewichtsklasse      | België             | België         | Nederland              | Nederland |
| ------------------- | ------------------ | -------------- | ---------------------- | --------- |
| Vrouwen             |                    |                |                        |           |
| Klasse tot 48 kg    | Amelie Rosseneu    | 1e ronde       | Birgit Ente            | 7e        |
| Klasse tot 52 kg    | Ilse Heylen        | 1e ronde       | Kitty Bravik           | 7e        |
| Klasse tot 57 kg    | Julie Baeyens      | 1e ronde       | Deborah Gravenstijn    | 1e ronde  |
| Klasse tot 63 kg    | Katrien Verheeke   | 1e ronde       | Elisabeth Willeboordse | Zilver    |
| Klasse tot 70 kg    | Cathérine Jacques  | 1e ronde       | Edith Bosch            | 2e ronde  |
| Klasse tot 78 kg    | geen deelname      | geen deelname  | Marhinde Verkerk       | Goud      |
| Klasse boven 78 kg  | geen deelname      | geen deelname  | Carola Uilenhoed       | 2e ronde  |
| Mannen              |                    |                |                        |           |
| Klasse tot 60 kg    | Damien Bomboir     | achtste finale | Ruben Houkes           | 1e ronde  |
| Klasse tot 66 kg    | Fabrice Flamand    | achtste finale | Aziz Mesaoudi          | 2e ronde  |
| Klasse tot 73 kg    | Dirk Van Tichelt   | Brons          | Dex Elmont             | 2e ronde  |
| Klasse tot 81 kg    | geen deelname      | geen deelname  | Guillaume Elmont       | 1e ronde  |
| Klasse tot 90 kg    | geen deelname      | geen deelname  | Marvin de la Croes     | 2e ronde  |
| Klasse tot 100 kg   | Elco van der Geest | achtste finale | Henk Grol              | Zilver    |
| Klasse boven 100 kg | geen deelname      | geen deelname  | Grim Vuijsters         | 2e ronde  |

## Medaillewinnaars

### Mannen
| Gewichtsklasse | Goud                      | Zilver             | Brons                               |
| -------------- | ------------------------- | ------------------ | ----------------------------------- |
| – 60 kg        | Georgiy Zantaraya         | Hiroaki Hiraoka    | Hovhannes Davtyan Elio Verde        |
| – 66 kg        | Tsagaanbaatar Khashbaatar | Sugoi Uriarte      | Miklós Ungvari An Jeong-hwan        |
| – 73 kg        | Wang Ki-Chun              | Kim Chol-Su        | Mansoer Isajev Dirk Van Tichelt     |
| – 81 kg        | Ivan Nifontov             | Siarhei Shundzikau | Kim Jae-bum Ole Bischof             |
| – 90 kg        | Lee Kyu-Won               | Kirill Denisov     | Dilshod Choriev Hesham Mesbah       |
| – 100 kg       | Maksim Rakov              | Henk Grol          | Ramadan Darwish Takamasa Anai       |
| + 100 kg       | Teddy Riner               | Óscar Brayson      | Marius Pashevivius Abdullo Tangriev |

### Vrouwen
| Gewichtsklasse | Goud             | Zilver                 | Brons                               |
| -------------- | ---------------- | ---------------------- | ----------------------------------- |
| – 48 kg        | Tomoko Fukumi    | Oriana Blanco          | Chung Jung-Yeon Frédérique Jossinet |
| – 52 kg        | Misato Nakamura  | Yanet Bermoy           | Ana Carrascosa Romy Tarangul        |
| – 57 kg        | Morgane Ribout   | Telma Monteiro         | Kifayat Gasimova Hedvig Karakas     |
| – 63 kg        | Yoshie Ueno      | Elisabeth Willeboordse | Claudia Malzahn Alice Schlesinger   |
| – 70 kg        | Yuri Alvear      | Anett Mészáros         | Houda Miled Mina Watanabe           |
| – 78 kg        | Marhinde Verkerk | Marina Prisjepa        | Heide Wollert Sun Yi                |
| + 78 kg        | Tong Wen         | Karina Bryant          | Idalis Ortíz Maki Tsukada           |

## Medaillespiegel
| Plaats | Land                | Goud | Zilver | Brons | Totaal |
| 1      | Japan               | 3    | 1      | 3     | 7      |
| 2      | Zuid-Korea          | 2    | 0      | 3     | 5      |
| 3      | Frankrijk           | 2    | 0      | 1     | 3      |
| 4      | Nederland           | 1    | 2      | 0     | 3      |
| 5      | Rusland             | 1    | 1      | 1     | 3      |
| 6      | Oekraïne            | 1    | 1      | 0     | 2      |
| 7      | China               | 1    | 0      | 1     | 2      |
| 8      | Colombia            | 1    | 0      | 0     | 1      |
| 8      | Mongolië            | 1    | 0      | 0     | 1      |
| 8      | Kazachstan          | 1    | 0      | 0     | 1      |
| 11     | Cuba                | 0    | 2      | 1     | 3      |
| 11     | Spanje              | 0    | 2      | 1     | 3      |
| 13     | Hongarije           | 0    | 1      | 2     | 3      |
| 14     | Portugal            | 0    | 1      | 0     | 1      |
| 14     | Noord-Korea         | 0    | 1      | 0     | 1      |
| 14     | Verenigd Koninkrijk | 0    | 1      | 0     | 1      |
| 14     | Wit-Rusland         | 0    | 1      | 0     | 1      |
| 18     | Duitsland           | 0    | 0      | 4     | 4      |
| 19     | Oezbekistan         | 0    | 0      | 2     | 2      |
| 19     | Egypte              | 0    | 0      | 2     | 2      |
| 21     | Azerbeidzjan        | 0    | 0      | 1     | 1      |
| 21     | België              | 0    | 0      | 1     | 1      |
| 21     | Israël              | 0    | 0      | 1     | 1      |
| 21     | Litouwen            | 0    | 0      | 1     | 1      |
| 21     | Italië              | 0    | 0      | 1     | 1      |
| 21     | Tunesië             | 0    | 0      | 1     | 1      |
| 21     | Armenië             | 0    | 0      | 1     | 1      |
| Totaal | Totaal              | 14   | 14     | 28    | 56     |